# The Prince and the Pauper
The Prince and the Pauper er en amerikansk stumfilm fra 1915 af Edwin S. Porter og Hugh Ford.

## Medvirkende
- Marguerite Clark som Edward / Tom Canty.
- Robert Broderick.
- William Barrows.
- William Sorelle som Miles Hendon
- William Frederic.